# Bernd Schindowski
Bernd Rainer Schindowski (* 1947 in Hagen, Nordrhein-Westfalen) ist ein deutscher Choreograf. Von 1978 bis 2011 war er Ballettdirektor am Musiktheater im Revier, Gelsenkirchen.

## Werdegang
Nach einer abgeschlossenen Lehre als Bankkaufmann begann er 1968 im Alter von 21 Jahren das Tanzstudium an der Kölner Musikhochschule, Abteilung Tanz. Anschließend wurde er als Tänzer beim Tanzforum, Opernhaus Köln, unter der damaligen Leitung von Helmut Baumann, Jochen Ulrich, Jürg Burth und Gray Veredon engagiert. Er tanzte dort u. a. in den Balletten Der grüne Tisch (Kurt Jooss), Moveable Garden (Glen Tetley), Wings (Christopher Bruce).
Von 1973 bis 1975 studierte er Tanzpädagogik für Klassischen und Modernen Tanz an der Kölner Musikhochschule.
Von 1975 bis 1978 war Bernd Schindowski als Tänzer, Trainingsleiter und Choreograf am Ulmer Theater unter dem damaligen Ballettdirektor Günter Pick engagiert.

## Ballettdirektor
Bernd Schindowski war von 1978 bis 2011 Ballettdirektor und Chefchoreograf am Musiktheater im Revier, Gelsenkirchen.
Pro Spielzeit kreierte Schindowski bis zu vier Produktionen für seine Tanzcompagnie.
Seine Bereitschaft, mit dem großen Repertoire des Tanzes in seinen verschiedenen Stilformen umzugehen, ließ nicht nach. In seinen Stücken bürgte er für inhaltliche Überraschungen, baute auf Ironie, Scherz und tiefere Bedeutung. Seine Handschrift basierte auf der klassischen sowie der zeitgenössischen Tanztechnik.
Seit 1978 choreografierte er auch Ballette, die sich gezielt auch an das Kinderpublikum wendeten. Es handelte sich hierbei nicht um „Märchenballette“, sondern um Themen aus dem Alltag, die Kinder interessieren, oder um Themen mit didaktischer Absicht.
1998 begann die jährliche Serie Heavy Music – Cool Love, in der Bernd Schindowski in fast jeder Spielzeit eine Tanzproduktion gezielt für jugendliches Publikum ab zwölf Jahren schuf. In der Produktion tanzte die Compagnie zusammen mit Jugendlichen. Die Jugendlichen tanzten in diesen Produktionen nicht nur, sondern sie choreografierten, musizierten, komponierten Musik, schauspielerten, schrieben Texte, kreieren Bühnenbild und Kostüme.
Diese Reihe hatte das Ziel, den jungen Menschen Theaterkultur näherzubringen. Besonders jenen, die von zu Hause aus nicht den Zugang zum Theater finden können.
Darüber hinaus entstand jährlich eine Reihe von Choreografie-Werkstätten, in denen die Tänzer des Ensembles eigene Stücke vorstellten. Diesem experimentellen Forum sind einige erfolgreiche Choreografen und Ballettdirektoren entwachsen, die inzwischen über die ganze Welt verstreut arbeiten.
Aufgrund der hohen Leistungsbereitschaft der Kompanie entschied sich 1989 das Land Nordrhein-Westfalen zu einer besonderen finanziellen Förderung des Balletts am Musiktheater im Revier.
Es gab eine Reihe erfolgreich durchgeführter Gastspiele im In- und Ausland, darunter: 
Woche des Modernen Tanzes Opernhaus Köln, Basel tanzt, Maifestspiele Wiesbaden, Ludwigsburger Schlossfestspiele, Deutsche Oper Berlin, Eröffnung der Internationalen Sommerakademie des Tanzes in Köln, Meeting Neuer Tanz NRW, Westfälisches Musikfestival Hamm, Emblemata Mönchengladbach, Schlossfestspiele Herrenhausen in Hannover, Eröffnungsfeier zu den Festivitäten 1000 Jahre Potsdam. Außerdem gab das Ballett Schindowski Gastspiele bei den Landespräsentationen Nordrhein-Westfalens im Ausland: Portugal (Lissabon, Gulbenkian Foundation), Tschechoslowakei (Brünn, Staatstheater – Prag, Nationaltheater), Frankreich (Europäischer Städtetag in Straßburg).
Mehrere TV-Sender berichteten über Bernd Schindowskis Arbeit und strahlten die Fernsehaufzeichnungen der Ballette Reise nach Kythera und Ubu Roi aus.
Mit der Spielzeit 2010/2011 beendete Schindowski seine 33-jährige Tätigkeit als Ballett-Direktor am Musiktheater im Revier und ging in den Ruhestand.

## Auszeichnungen
- 1980: Förderpreis des Landes Nordrhein-Westfalen
- 2002: Verdienstorden des Landes Nordrhein-Westfalen